# Dhola
Dhola (nep. ढोला) – gaun wikas samiti w środkowej części Nepalu w strefie Bagmati w dystrykcie Dhading. Według nepalskiego spisu powszechnego z 2001 roku liczył on 885 gospodarstw domowych i 4330 mieszkańców (2372 kobiet i 1958 mężczyzn).